# EIJI (ディスクジョッキー)
EIJI（エイジ、5月9日 - ）は福岡県を拠点に活動するディスクジョッキー、ラジオパーソナリティである。本名は兒玉 英治（こだま えいじ）。大分県津久見市出身。「DJ EIJI」を主に使っている。

## 人物
- 1965年5月9日生まれ
- 津久見高校卒業後、福岡大学在学中にフォークシンガーとして全国でも有名な福岡のライブハウス『照和』で活動。
- デビュー後に中洲のディスコ“MUSICADIUM D”のチーフDJの下で修業し、クラブDJに転身！その後、ハワイや沖縄にも住み、流しのクラブDJやサーフィンをしていた。現在は福岡市在住。
- ラジオDJとしては故郷のFM大分で活動開始（最初は本名を名乗っていたが、のちに現在のDJ EIJI名義となる）。
- fm fukuokaには『BEAT STATION TOP40』で進出し、1998年からは『SMASH WAVE p.m.4→SMASH WAVE』を担当。
- 数多くの番組を経てHyper Night Program GOW!!を担当。
- シンガーソングライター・クラブDJ・ラジオ&TV-DJ・CMナレーター・声優。
- 国連英検1級、TOEIC780点である。
- GLAYや布袋寅泰さんを始め、多くのアーティストや芸能人・スポーツ選手など友達が多い。
- 長渕剛、布袋寅泰を兄貴と呼び、様々なアーティストのLIVEにもよく出かけている。
- サーフィンの腕前は中々で、スノーボードやフライボード、最近ではフィッシングもやっている。
- 高校生の時からバイク好きで、今はHarley-Davidsonが愛車。
- 博多祇園山笠（土居流）にも参加している。
- 2016年にはTV番組「有吉反省会」にゲスト出演している。
- 全国DJコンテスト準グランプリに輝いた経歴を持ち、ソフトバンクホークス戦、ヤフオクドームで始球式や場内DJをやったことがある。
- 現在は福岡市中央区春吉のリバーサイドで、BAR「波to恋」のオーナー

## 現在の担当番組
なし

## 過去の担当番組
fm fukuoka
- SMASH WAVE
- BEAT STATION TOP40
- BEAT GOES ON
- Hyper Night Program GOW!!
  - 月・火曜担当（2009年10月5日 - 2013年3月26日）
  - 月曜担当（2013年4月1日 - 2016年3月28日）

RKBラジオ
- ピンボケ!

FM大分
- GOT KING! FRIDAY

OBS大分放送
- DJ EIJIの「OH! Big Saturday」

MBC南日本放送
- おッつゥ～かごしま

## 映画
- 卒業写真 - 緒方悟 役
- KIZUKI
- ラーメン侍